# Staffetta partigiana
(Pietro Secchia)

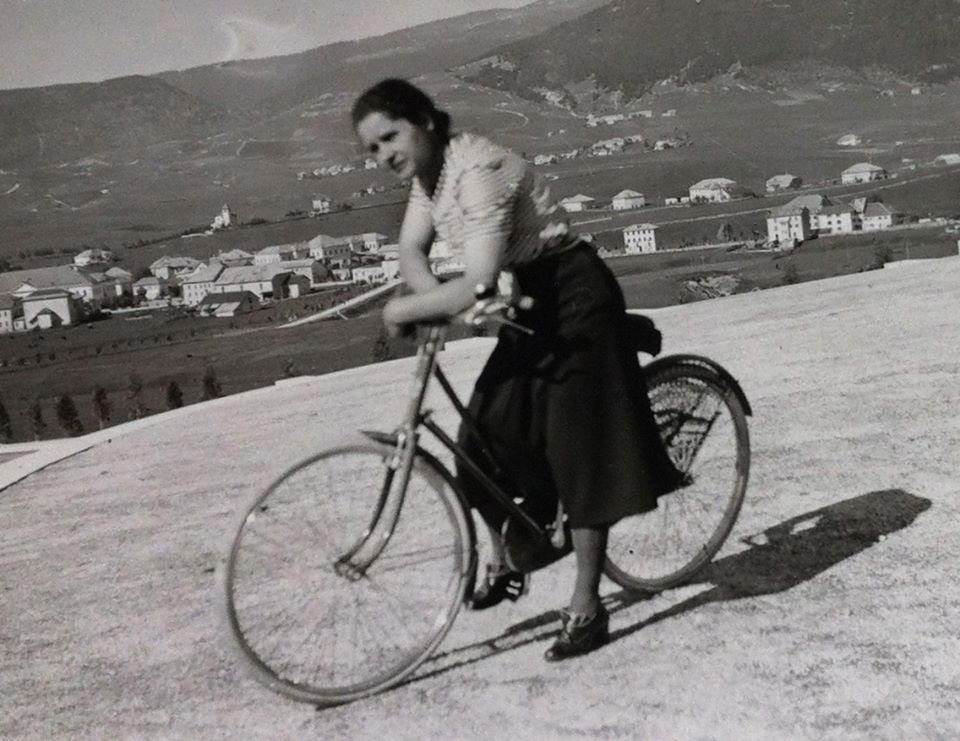
La staffetta partigiana Caterina Rigoni Boemo ad Asiago

La staffetta partigiana era in linea generale una donna affiliata alla Resistenza italiana a cui era assegnato il compito di garantire i collegamenti tra le varie brigate partigiane nell'ambito della guerra di liberazione italiana.

## Descrizione
Fin dai primi giorni della guerra di liberazione italiana le brigate partigiane assegnarono principalmente alle donne e a ragazzi molto giovani le mansioni di corriere e informatore, attribuendogli così il ruolo di staffette. Con l'avanzare della guerra le staffette iniziarono a rivelarsi fondamentali per la gestione della logistica dell'esercito partigiano e per le comunicazioni tra le diverse formazioni partigiane, così ogni distaccamento si dotò di una propria squadra di staffette specializzate a muoversi tra i centri abitati, le montagne e le campagne e  i comandi delle unità partigiane.
Le staffette erano arruolate tra le donne e i giovani ragazzi in quanto non soggetti al servizio militare né, solitamente, ai rastrellamenti e che quindi potevano muoversi con più libertà rispetto ai loro colleghi uomini. Inoltre lo stereotipo sociale dell'epoca tendeva a considerare la donna meno pericolosa e meno direttamente perquisibile, anche se furono molto numerose le violenze che i nazifascisti perpetrarono nei loro confronti.
La staffetta solitamente si muoveva da sola e disarmata, attraversando in bicicletta o a piedi zone impervie, trasportando talvolta carichi ingombranti. Dopo i combattimenti le staffette si occupavano anche della cura dei feriti andando alla ricerca di un medico oppure organizzando il suo ricovero. Erano poi inviate in avanscoperta durante le marce di trasferimento delle colonne partigiane per verificare la presenza e quantità delle forze nemiche. Erano inoltre presenti nei paesi occupati, in modo da raccogliere informazioni utili alla guerriglia partigiana e per rifornirsi di cibo e medicine da consegnare ai comandi partigiani. Gli incarichi assegnati alle staffette potevano essere molto rischiosi in quanto la staffetta agiva in autonomia, generalmente senza copertura.